# Hermann Brunner (Unternehmer)
Hermann Brunner (* 17. Mai 1906 in Regensburg; † 1980) war ein deutscher Bauunternehmer.

## Werdegang
Brunner schloss sein Studium an der Technischen Hochschule München als Diplom-Ingenieur ab und absolvierte das staatliche Examen zum Regierungsbaumeister.
Er war lange Jahre persönlich haftender Gesellschafter der Bauunternehmung Polensky & Zöllner in München. Die berufsständischen Interessen vertrat er von 1968 bis 1978 als Präsident des Hauptverbandes der Deutschen Bauindustrie.

## Ehrungen
- 1969: Großes Verdienstkreuz der Bundesrepublik Deutschland
- 1972: Ehrensenator der TU München
- 1973: Großes Verdienstkreuz mit Stern der Bundesrepublik Deutschland[2]